# Heidenloch (Heidelberg)

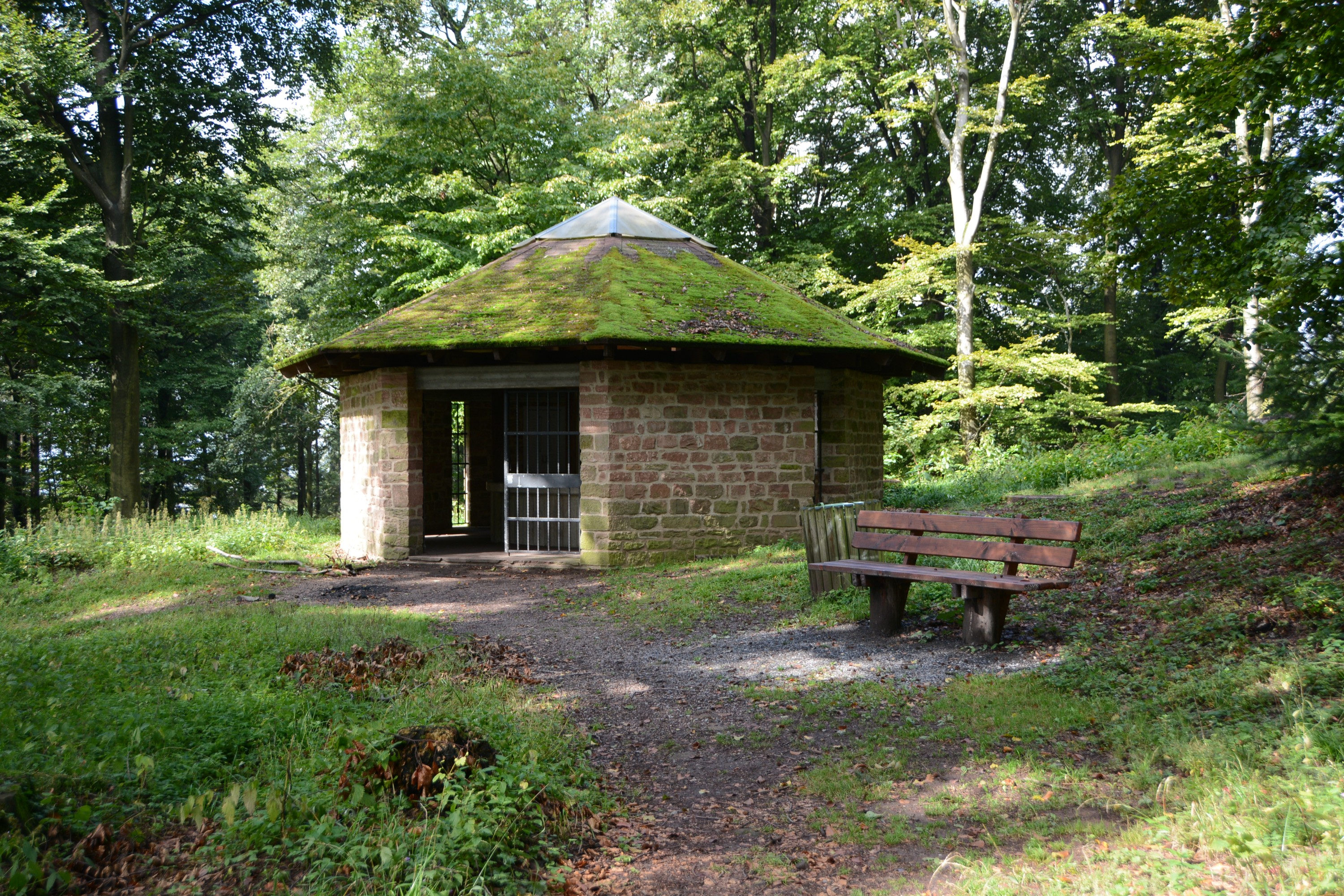
Die 1987 über dem Heidenloch erbaute Schutzhütte

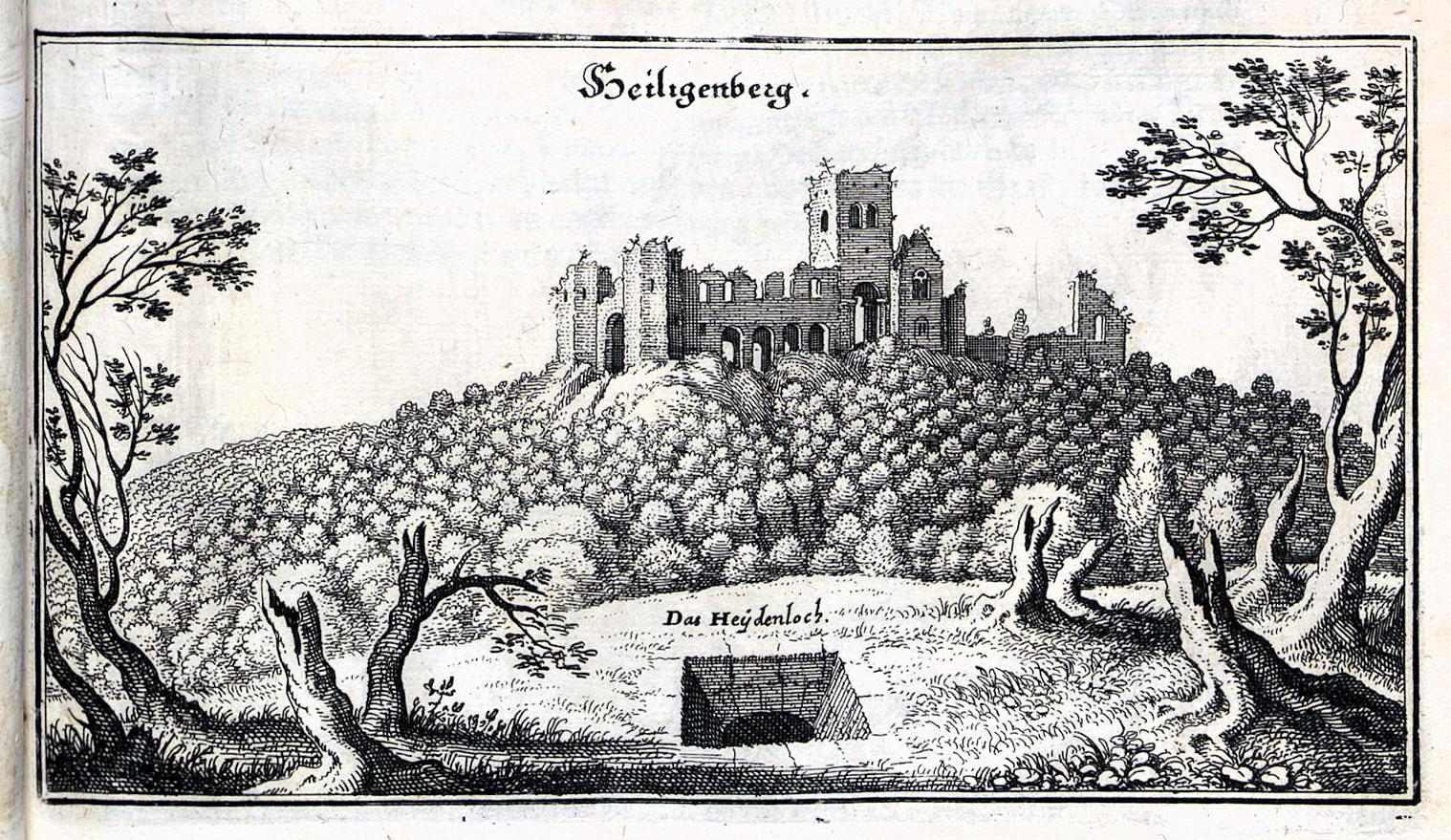
Das überwölbte Heidenloch vor der Kulisse der Michaelskloster-Ruine bei Matthäus Merian 1645

Das Heidenloch ist ein 55 Meter tiefer historischer Schacht mit einem Durchmesser zwischen drei und vier Metern auf dem Heidelberger Heiligenberg. Er befindet sich wenige Meter westlich des Aussichtsturms an der Straße zum Heiligenberg. Der Schacht ist bereits seit der frühen Neuzeit eine häufig beschriebene Attraktion. Er war lange Zeit von einem Gewölbe übermauert und vergittert. 1936 wurde der Schacht geöffnet und von Mitarbeitern des Kurpfälzischen Museums erstmals eingehend erforscht. 1987 wurde eine Schutzhütte über dem freigelegten Schacht errichtet.

## Entstehung

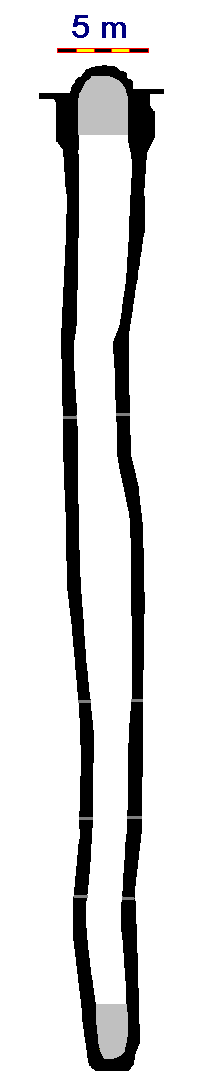
Querschnitt des Heidenlochs. Grau markiert sind vorgefundene Mauern. Als oberer Abschluss noch das 1936 entfernte Gewölbe.

Wer das Heidenloch zu welchem Zweck angelegt hat, ist unbekannt und auch aus den bisherigen Grabungsbefunden nicht eindeutig zu erklären. Eine verbreitete Vermutung ist, dass man bereits in der vorgeschichtlichen oder spätestens in der römerzeitlichen Nutzung des Berges nach Wasser gesucht, aber keines gefunden hat, und dass man im Lauf der Zeit verschiedentliche weitere Grabungs- und Ausbaumaßnahmen am Schacht vornahm. Auch eine Funktion als vorgeschichtlicher Opferschacht wurde diskutiert. Allerdings sind bis heute nur mittelalterliche und neuzeitliche Fundstücke im Heidenloch zutage getreten und auch im baulichen Befund keine Hinweise auf eine Entstehung in der Antike oder früher gefunden worden. Daher ist beim aktuellen Forschungsstand die wahrscheinlichste Erklärung, dass der Schacht zur Wasserversorgung des nahegelegenen Stephansklosters errichtet wurde.
Bis zur frühen Neuzeit war das Loch jedenfalls schon mehrfach verändert worden. Unter anderem war es an der Schachtsohle mantelartig rund ausgemauert worden, war es teilweise erst mit Geröll und später mit Gegenständen aus den Klöstern verfüllt worden, war der Schachtkopf mit quadratischem Mauerwerk befestigt und war das Loch von einem Mauergewölbe bedeckt, das nur noch eine kleine Öffnung aufwies, die später bis zur Erforschung im 20. Jahrhundert auch noch stark vergittert war.

## Frühe Schilderungen und Legenden
Der Heidelberger Geograf Sebastian Münster erwähnte 1548 „wunderbarlich alt heidnisch gemauerte Löcher und auch gefencknus“ auf dem Heiligenberg. Damals waren also verschiedene frühere Brunnen oder Zisternen auf dem Heiligenberg sichtbar. Davon sind heute noch drei bekannt, von denen aber nur eines größere Bekanntheit gewonnen hat. Der Kupferstecher Matthäus Merian fertigte im frühen 17. Jahrhundert die erste genauere Abbildung dieses bedeutendsten Heidenlochs, das er vor die Kulisse der Ruine des Michaelsklosters setzt. Im Begleittext beschrieb er „wunderliche Hoelinen mit Mauern beschlossen, und wie ein Gefaengnuß gemacht, […] so man für Römisch Gebaeu achtet thut.“
Frühneuzeitliche Autoren suchten ihre Erklärungen vielfach im Reich der Legende. So wurde vielfach über einen von der Bergspitze bis hinab zum Neckar führenden Geheimgang spekuliert. Beispielsweise vermerkte Froben Christoph von Zimmern Mitte des 16. Jahrhunderts: „Man sagt, in der kirchen uf Allerhailigenberg sei ein loch ganz dief hinab ins ertrich, da soll einest ein gans hinab gelassen sein worden, die soll beim closter zu Newburg wider heraußkommen sein. Diß tief loch in der kirchen hat man hernach verworfen.“ Diese Geschichte bestätigte um 1600 der Geograph Matthias Quad, der zudem angibt, mit einem Zeitgenossen gesprochen zu haben, der zweimal im Heidenloch gewesen sei. Diesem zufolge gebe es dort unten einen Raum mit zwei Türen, in dem eine Schatzkiste stehe und von zwei angeketteten Wachhunden beschützt werde. Quad beschreibt einen viereckigen oberen Einstieg zum Heidenloch und erklärt, dass die Sicht nur etwa 30 Meter tief reiche, weil das Loch „so voll Holz und Steinen von den Ruinen der Kirche“ gewesen sei. Der Berner Pfarrer Johann Rudolf Rebmann schilderte 1605 in seinem Lehrgedicht „Poetisches Gastmahl und Gespräch zweier Berge, des Niesen und Stockhorn“, dass in dem Heidelberger Heidenloch einst der Satan gehaust und seine falschen Weissagungen verbreitet habe. Quad und Rebmann nennen jedoch neben diesen fantastischen Berichten auch die Erklärung zur Funktion der Anlage, dass sie gegraben worden sei, um Wasser aus dem Neckar auf die Bergspitze zu bringen.

## Literarische Rezeption ab der Romantik
Das Heidenloch blieb als halb legendäres Bauwerk im öffentlichen Gedächtnis präsent. Der französische Dichter Victor Hugo schilderte einen Besuch um das Jahr 1840, als ihn ein nächtlicher Spaziergang über den Heiligenberg zum Heidenloch führte: „Wie ich so über den Bergrücken ging, bemerkte ich, wenige Schritte von dem kaum erkennbaren Pfad entfernt, unter Dornengestrüpp eine Art Loch, zu dem ich mich begab. Es war eine ziemlich große, rechteckige Grube von zehn oder zwölf Fuß Tiefe und acht oder neun Fuß Breite, in die sich rötliche Brombeersträucher senkten, durch deren Gestrüpp einzelne Mondstrahlen drangen. Am Boden erkannte ich undeutlich ein Pflaster aus breiten Platten, auf denen Regenpfützen standen, und an den vier Wänden sah ich ein mächtiges Mauerwerk aus gewaltigen Steinen, das unter den Gräsern und dem Moos unförmlich und häßlich geworden war. Ich glaubte, auf dem Grund ein paar grobe Skulpturen inmitten von Trümmerwerk zu erblicken und unter diesen Ruinen einen dicken runden Block, der leicht ausgebaucht war und in der Mitte ein kleines quadratisches Loch hatte; es konnte ein keltischer Altar oder ein Kapitell aus dem 10. Jahrhundert sein. Allerdings gab es keine Treppe, um in die Grube hinabzusteigen. Und in diesem Augenblick höre ich, wie eine tiefe, schwache Stimme hinter mir das Wort ›Heidenloch‹ ausspricht. Obwohl ich nur wenig Deutsch kann, kenne ich dieses Wort. Ich drehe mich um. Niemand auf der Heidefläche; der Wind weht, und der Mond scheint. Nichts weiter.“
Neben den historischen Autoren, die in Reiseberichten und Schilderungen der Region Sagen um das Heidenloch sponnen, hat der geheimnisvolle Schacht auch bis in die Gegenwart immer wieder Autoren inspiriert. Ein jüngeres Beispiel für die literarische Rezeption des Heidenlochs ist der Autor Martin Schemm, der darüber einen fantastisch-mythologischen Roman verfasste, der die alten Legenden und Sagen um diesen Ort aufgreift und darüber hinaus einen neuen Mythos bereithält. Der Roman bietet viel Lokalkolorit und Informationen aus der Geschichte des Heiligenbergs und schildert in Aktenform vermeintliche Schrecknisse, in deren Zentrum das Heidenloch steht. Das Buch wurde in der Schriftenreihe des Stadtarchivs Heidelberg herausgegeben und im Jahr 2009 vom SWR als Hörspiel vertont. 2021 wurde ein Comic in der Reihe vorgestellt.

## Moderne Erforschung

### Forschungsgeschichte
Die wissenschaftliche Erforschung des Heidenlochs begann 1936, als das Loch unter Leitung von Paul Herbert Stemmermann freigelegt wurde. Nachdem sein Team ungefähr ein Jahr lang mit Leitern, Gerüstböden und Seilwinden Material aus dem Loch gehoben hatte, wurde der Einsatz von schwererem Gerät zur Fortsetzung der Arbeiten notwendig, wofür das historische Steingewölbe über dem Loch entfernt werden musste. Stemmermanns Team räumte den gesamten Schacht bis zur Sohle frei. Selbst der Brunnenmantel von der Schachtsohle in 52 Metern Tiefe wurde gehoben, um noch wenige Meter unter die darunter befindliche Bodenplatte zu gelangen. 1938 wurden die Grabungsarbeiten eingestellt. Die Steine vom Brunnenmantel wurden wieder in der Schachtsohle aufgestellt und der Schacht wurde mit dicken Holzbalken abgedeckt.
In der Nachkriegszeit widmete sich die archäologische Forschung auf dem Heiligenberg zunächst dem Michaelskloster. Der Archäologe und Leiter der archäologischen Abteilung des Kurpfälzischen Museums der Stadt Heidelberg, Berndmark Heukemes, regte zwar auch die weitere Freilegung des Heidenlochs bei der Stadtverwaltung an, blieb aber vorerst ungehört.

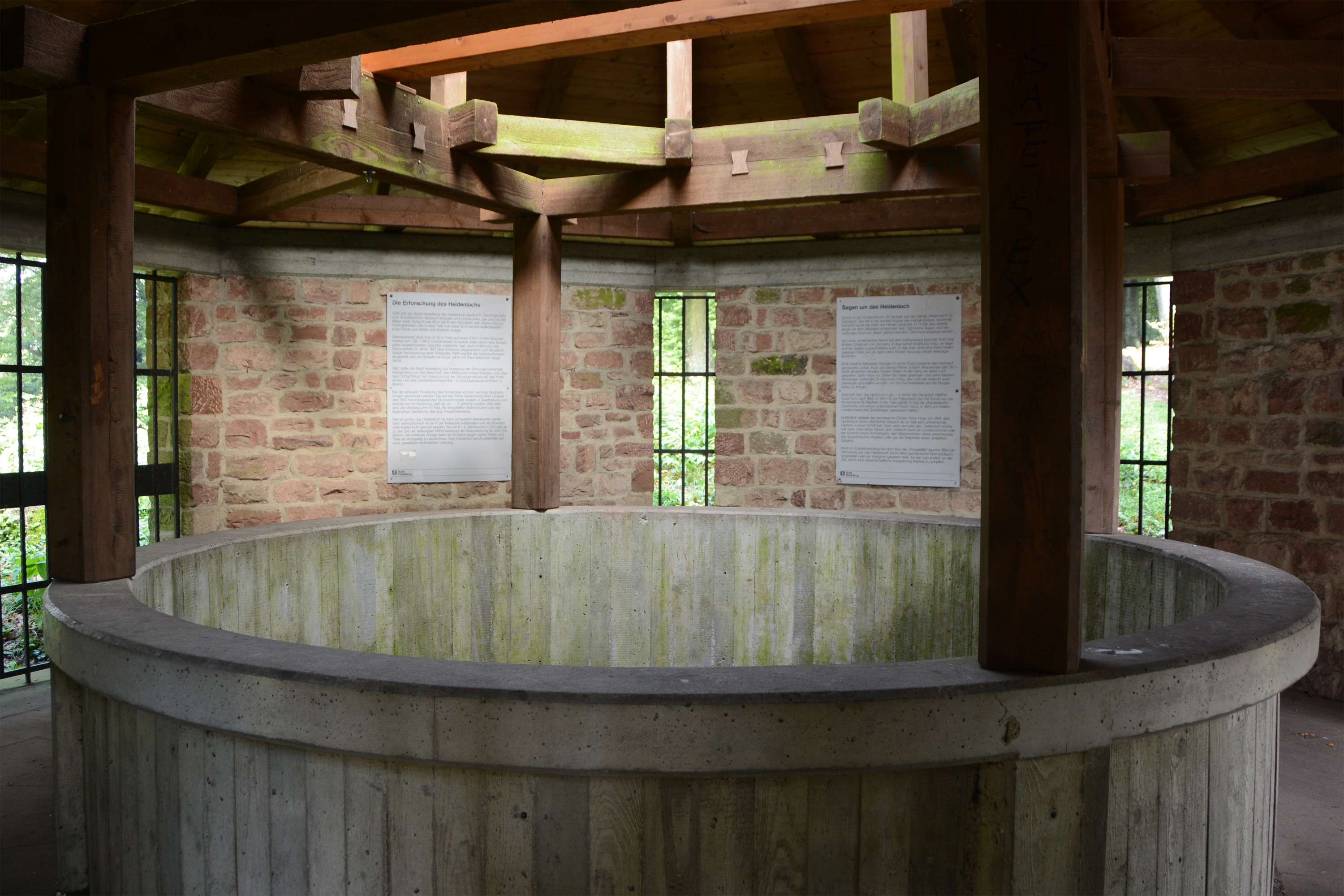
Blick in die Heidenloch-Schutzhütte, Foto von 2013

Das Heidenloch hatte freilich weiterhin eine Anziehungskraft auf Touristen und Schaulustige. Die Holz-Abdeckung musste mehrfach erneuert werden. Schließlich errichtete man auch noch einen hohen Metallzaun, um Neugierige abzuhalten. Die 1973 gegründete Schutzgemeinschaft Heiligenberg koordinierte die Freilegung und Konservierung der Ruinen. Eine von ihr angeregte Übung des Technischen Hilfswerks am Heidenloch ergab, dass sich durch eingebrochene und hinabgestürzte Balken sowie die Unmengen an Unrat, die Schaulustige immer wieder zwischen den Balken hinabgeworfen hatten, eine künstliche Barrikade im Schacht gebildet hatte. Schließlich legte die Schutzgemeinschaft in den 1980er Jahren die älteren Pläne von Heukemes erneut vor, der die Stadt nun zustimmte, so dass das Heidenloch weiter freigelegt werden konnte.
Bei den im Mai 1987 begonnenen Arbeiten wurde der Schacht wieder komplett freigelegt. Allein das Ausräumen dauerte etwa zwei Monate. Die Steine des Brunnenmantels wurden erneut geborgen und kamen ins Kurpfälzische Museum. Von Juli bis August 1987 wurde die Schutzhütte über dem Heidenloch errichtet. Eine Betonbrüstung schützt die Schaulustigen und gibt zu erkennen, dass es sich nicht um die Rekonstruktion einer eventuellen historischen Brunnenbrüstung, sondern um ein neues funktionelles Brüstungsbauwerk handelt. Eine Beleuchtung des Schachts ermöglicht einen besseren Blick in die Tiefe. Infotafeln erklären den Schacht und die Forschungsgeschichte.

### Funde aus dem Schacht

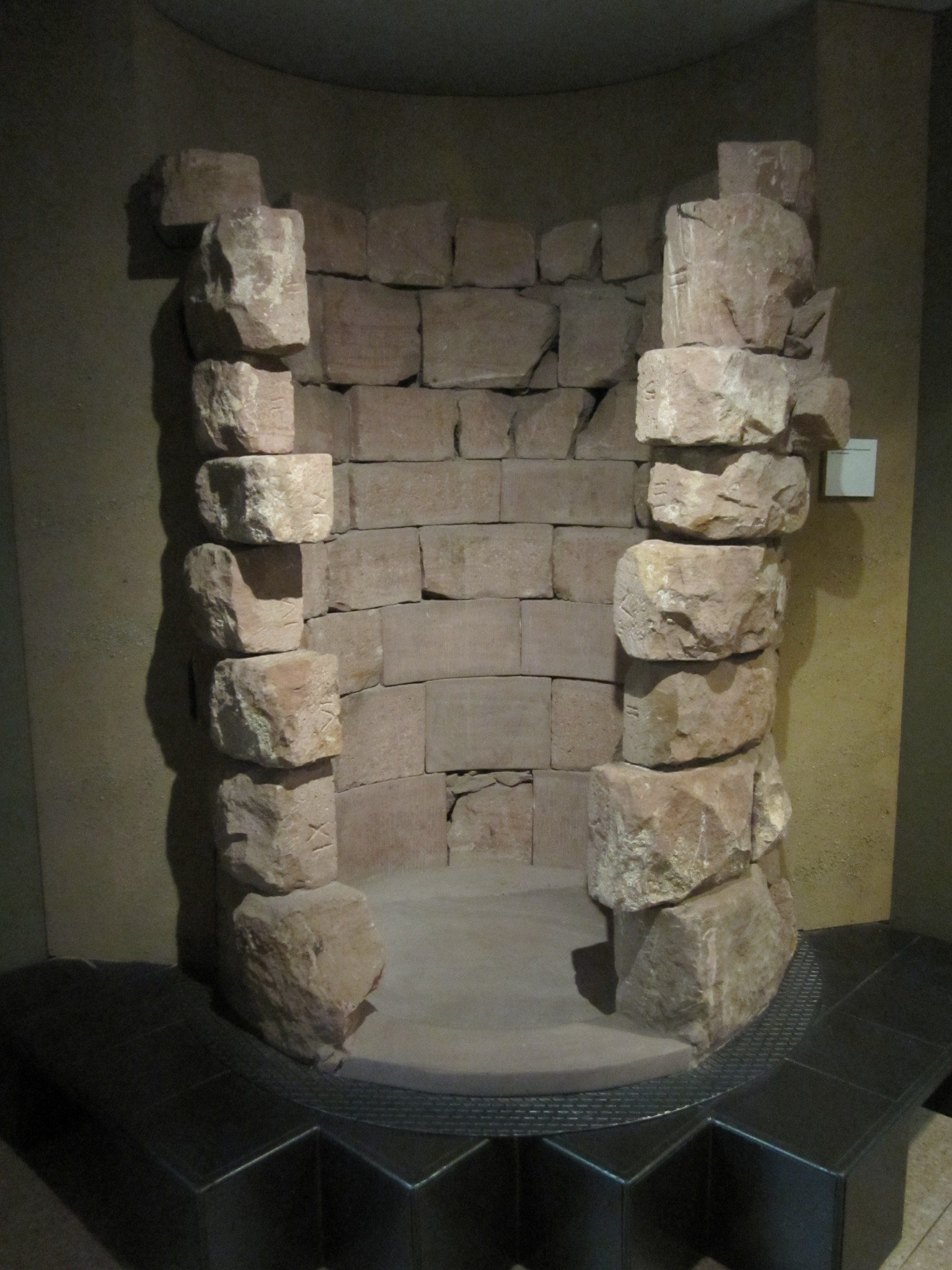
Brunnenmantel vom Grund des Heidenlochs, errichtet um 1100, heute ausgestellt im Kurpfälzischen Museum Heidelberg

Bei der Freilegung des Schachts 1936 wurden zunächst behauene Steine und Teile von Säulen gefunden, daneben eine Reihe metallener Gebrauchsgegenstände, die vom Kloster stammten, wie: Schlüssel, Hufeisen, Steigbügel und Messer. Diese Funde enden in einer Tiefe von 26 Metern. In etwa 22 Metern Tiefe ist das so genannte Frauenbildnis linienartig in die Wand des Schachts eingemeißelt.
Unterhalb von 26 Metern fand man nur Steine und Geröll, ein Hinweis darauf, dass diese Auffüllung aus der Zeit vor Aufgabe des Klosters stammen müssen, da keine Bauelemente mehr zu finden waren. Erst in 52 Metern Tiefe schien der Brunnen zu enden, doch stieß man hier auf eine abschließende Bodenplatte. sowie eine runde gemauerte Ummantelung. Die Quader des Brunnenmantels zeigten eine Steinmetztechnik, die mit den Steinmetzarbeiten an der Ostseite des Speyerer Doms übereinstimmt. Vermutlich hat man lombardische Steinmetze aus Speyer angeworben, um den Brunnenschacht zu bauen. Dadurch wurde eine Datierung des Mantels auf etwa 1100 n. Chr. möglich. Der Brunnenmantel wurde entfernt und befindet sich heute im Kurpfälzischen Museum.
Als man die Abschlussplatte hob, zeigte sich darunter eine zweite Sohle, die aus möglicherweise römischen Ziegellagen bestand. Aufgrund dieser Sohle wurden die Römer als die Erbauer des Schachtes vermutet.